# Carlos, Prinț de Asturia
Carlos, Prinț de Asturia, cunoscut drept Don Carlos (8 iulie 1545 – 24 iulie 1568), a fost fiul cel mare și moștenitorul regelui Filip al II-lea al Spaniei. Mama lui a fost Maria a Portugaliei, fiica regelui Ioan al III-lea al Portugaliei. 
Din cauza consangvinității, Carlos s-a născut diform și suferind de o instabilitate psihică, de care nu a scăpat toată scurta lui viață de 23 de ani. Mai mult, această instabilitate s-a agravat odată cu un accident care i-a cauzat niște lovituri la cap, ce au necesitat o trepanație. După această operație, accesele de furie nemotivată au devenit tot mai dese. Impresiile diverse ale contemporanilor săi care l-au cunoscut dovedesc faptul că era un individ sadic, care chinuia animale și servitorii.
Din cauza agravării instabilității psihice, Carlos a fost închis de către tatăl său la începutul anului 1568, murind după o jumătate de an de carceră. Soarta lui a devenit subiect pentru Legenda Neagră și a inspirat o piesă de teatru scrisă de Friedrich Schiller (drama Don Carlos) și o operă de Giuseppe Verdi (intitulată tot Don Carlos).